# 永井美之
永井 美之（ながい よしゆき、1939年8月18日 - 2020年1月20日）は、日本の医学者。医学博士（名古屋大学）。名古屋大学名誉教授。東京大学名誉教授。理化学研究所名誉研究員。専門はウイルス学。
岐阜県土岐市出身。名古屋大学医学部教授、東京大学医科学研究所教授、理化学研究所新興・再興感染症研究ネットワーク推進センター長などを歴任。センダイウイルスやエイズウイルスなどを研究し、ウイルスが病気を起こすメカニズムの解明に貢献。遺伝毒性のない (non-integrating) 広域、高発現細胞質RNAベクターの創始。2008年日本学士院賞を受賞。

## 経歴
- 1965年 名古屋大学医学部医学科卒業
- 1973年 名古屋大学より医学博士の学位を取得
- 1974年 ユストゥス・リービッヒ大学（ドイツ・ギーセン）ウイルス研究所研究員
- 1979年 名古屋大学医学部附属癌研究施設助教授
- 1984年 名古屋大学医学部附属病態制御研究施設教授
- 1993年 東京大学医科学研究所ウイルス感染研究部教授
- 1998年 国立感染症研究所エイズ研究センター長
- 2000年 名古屋大学名誉教授
- 2001年 富山県衛生研究所長
- 2005年 理化学研究所感染症研究ネットワーク支援センター長
- 2009年 東京大学名誉教授
- 2010年 理化学研究所新興・再興感染症研究ネットワーク推進センター長（2015年3月迄）
- 2010年 感染症研究国際ネットワーク推進プログラム (J-GRID: Japan Initiative for Global Research Network on Infectious Diseases)、プログラムディレクター（2015年3月迄）
- 2010年 日本ウイルス学会名誉会員
- 2015年 「日本の科学を考える」というWebサイトの「捏造問題にもっと怒りを」というトピック[2]のコメント欄において、1999年～2007年に出版された6報の論文について、不自然な画像データの改変や酷似画像があることが匿名Aというハンドルネームの投稿で指摘された[3][4]。一部の論文については「不正行為が存在する疑いはない」と判断されたことが東京大学から2015年7月31日に発表された[5]。
- 2015年 理化学研究所研究顧問
- 2015年 理化学研究所名誉研究員
- 2015年 （株）アイロムグループ社外取締役
- 2016年 理化学研究所研究嘱託
- 2020年 死去。80歳没。

## 主な 学会役職
- 1999年 - 第49回日本ウイルス学会学術集会会長
- 2004年 - 2006年 日本ウイルス学会理事長[1]
- 2008年 - 2011年 日本学術会議連携会員
- 2008年 - 2011年 国際微生物学連合副理事長 (International Union of Microbiological Societies, Vice President)

## 受賞（章）
- 1990年 フンボルト賞（ウイルス学分野における国際的貢献）
- 1994年 第38回野口英世記念医学賞[1]（ウイルス病原性の分子基盤の解明）
- 1995年 第48回中日文化賞（ウイルス病原性の分子基盤に関する研究）[6]
- 2000年 2000年度武田医学賞（ウイルス病原性の分子的基盤）[7][8]
- 2001年 紫綬褒章[9]（多年のウイルス学の研究業績）
- 2001年 土岐市功労章（学術研究での世界的貢献）
- 2008年 第98回日本学士院賞（受賞業績：パラミクソウイルス病原性の分子基盤の解明と新規発現ベクターの創出）
- 2014年 名古屋大学レクチャーシップ
- 2016年 瑞宝中綬章[10]

## 主な著書（共著含む）
- 1990年 図解 微生物学ハンドブック（丸善）
- 1995年 ウイルス実験プロトコール（Medical View 社）
- 1996年 医系微生物学第2版（朝倉書店）
- 1997年 ウイルス学（朝倉書店）
- 1997年 医科分子生物学（南江堂）
- 1995年 生命科学を推進する分子ウイルス学（共立出版）
- 1998年 ウイルス・細菌感染newファイル (メディカル用語ライブラリー)（羊土社）
- 2000年 岩波講座 現代医学の基礎11（岩波書店）
- 2006年 センダイウイルス物語―日本発の知と技（岩波書店）
- 2007年 Vurus Expression Vectors (Transworld Research Network, Kerala, India)
- 2001年 The Biology of Paramyxoviruses (Caister Academic Press, Norfolk, UK)
- 2013年 Sendai Virus Vector. Adavantages and Applications (Springer Japan)